# ميخائيل براون (لاعب كرة قدم أسترالية)
ميخائيل براون (بالإنجليزية: Michael Browne)‏ هو لاعب كرة قدم أسترالية أسترالي، ولد في 26 يناير 1954.

## وصلات خارجية
- ميخائيل براون (لاعب كرة قدم أسترالية) على موقع AustralianFootball.com (الإنجليزية)
- ميخائيل براون (لاعب كرة قدم أسترالية) على موقع AFLtables.com (الإنجليزية)